# Коён
Коён (в верховье Большой Коён) — река в Искитимском районе Новосибирской области. Устье реки находится в 27 км по правому берегу реки Бердь. Длина реки составляет 54 км.
Река Коён образуется слиянием речек Большой и Малый Коён в селе Верх-Коён. Исток Большого Коёна находится на водоразделе бассейнов Берди и Ини, формально в Тогучинском районе. Населённые пункты на Коёне: Михайловка, Верх-Коён, Нижний Коён, Морозово.

## Притоки

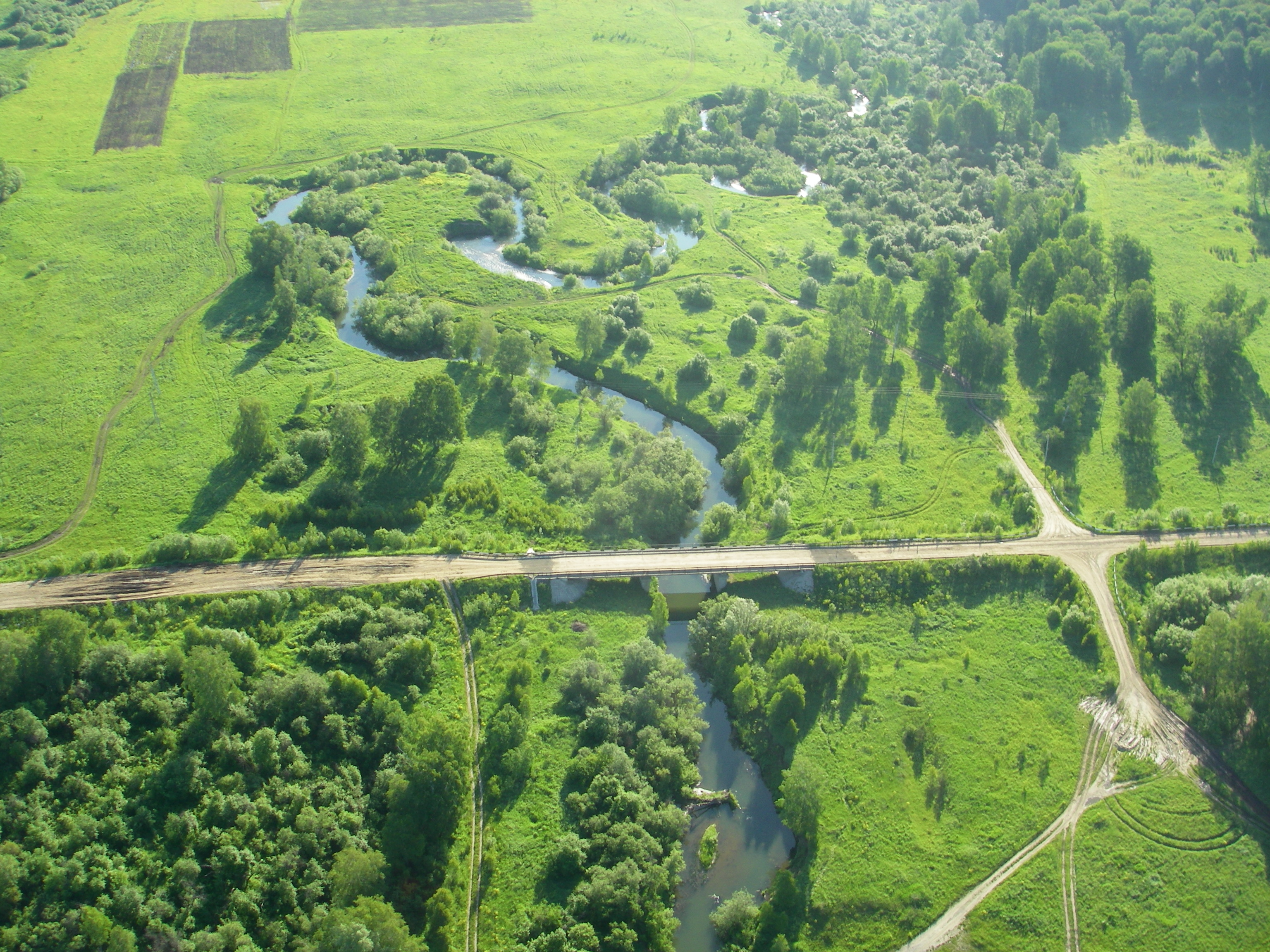
Мост через реку Коён в районе села Морозово

(указано расстояние от устья)
- Первая
- Воронушка
- Опалиха
- Федюниха
- 18 км: Волчиха
- Голичиха
- Каракулиха
- 28 км: Каменка
- 34 км: Малый Коён
- 36 км: Брюшиха
- Шелковка
- Легостаиха
- Каменушка
- Колбиха
- Крутишка

## Данные водного реестра
По данным государственного водного реестра России относится к Верхнеобскому бассейновому округу, водохозяйственный участок реки — Обь от города Барнаул до Новосибирского гидроузла, без реки Чумыш, речной подбассейн реки — бассейны притоков (Верхней) Оби до впадения Томи. Речной бассейн реки — (Верхняя) Обь до впадения Иртыша.